# Чиполлино (фильм)
«Чиполлино» — советская эксцентрическая музыкальная кинокомедия режиссёра Тамары Лисициан, снятая на киностудии «Мосфильм» в 1973 году по мотивам сказки Джанни Родари «Приключения Чиполлино» в переводе Златы Потаповой под редакцией Самуила Маршака. Сам автор исполнил в фильме небольшую роль-камео, также вместе с ним снялась его дочь Паола.

## Сюжет
Жители деревни, где живёт мальчик-луковка Чиполлино, собрались на рыночной площади для торжественной встречи с пожаловавшим к ним принцем Лимоном. В давке, возникшей от большого числа собравшихся, отец Чиполлино, по имени Чиполлоне, случайно наступил на ногу принца и был посажен в темницу, как бунтовщик и смутьян.
Управляющий графинь Вишен — синьор Помидор, выполняя волю хозяек, выселил из крохотного домика несчастного кума Тыкву, жившего по соседству с луковым семейством. Его участок срочно понадобился принцу под новую военную базу, спланированную иностранным военным консультантом — мистером Моркоу.
Графини Вишни обнародовали указ, в котором значилось, что теперь будет браться арендная плата за воздух, которым дышат жители деревни, а также за дождь, снег, град и другие осадки.
Чиполлино призывает сопротивляться творящемуся беззаконию. С помощью молодого графа Вишенки и Земляничек-служанок восставшие захватили старинный замок, выдержали осаду армии принца Лимона и вскоре прогнали всех угнетателей, подняв над свободной деревней знамя своей победы.

## В ролях
- Джанни Родари — Сказочник
- Александр Елистратов — Чиполлино
- Владимир Басов — принц Лимон
- Рина Зелёная — графиня Вишня
- Александра Панова — графиня Вишня
- Надир Малишевский — синьор Помидор до потрясения
- Владимир Белокуров — синьор Помидор после потрясения
- Георгий Вицин — адвокат Горошек
- Георгий Георгиу — камергер Патиссон
- Рудольф Рудин — мистер Моркоу
- Алексей Смирнов — Чиполлоне
- Наталья Крачковская — Чиполлона
- Евгения Мельникова — кума Тыквочка
- Павел Винник — скрипач Груша
- Роман Ткачук — пёс Мастино
- Виктор Байков — кум Тыква
- Виктор Колпаков — мастер Виноградина
- Анатолий Кубацкий — староста Баклажан
- Александр Кузнецов — начальник штаба армии принца Лимона
- Екатерина Сёмочкина — синьорина Редисочка
- Виталий Кердимун — граф Вишенка
- Екатерина Моисеенко — 1-я Земляничка
- Марианна Смирнова — 2-я Земляничка

### В эпизодах
- Пётр Меркурьев — синьор Петрушка
- Андрей Вертоградов — Водитель поливальной машины
- Андрей Войновский — Груша-младший
- Паола Родари — Дочь Сказочника
- Наталья Верова — Виноградинка-младшая
- Игорь Крупник
- Михаил Лексаченко
- Н. Захаров
- Татьяна Васина
- Н. Владимирова
- Евгений Лисконог — Фермер
- Артисты ансамбля «Ритм-балет»

## Съёмочная группа
- Авторы сценария: Феликс Кривин, Самуил Маршак, Тамара Лисициан
- Диалоги: Джанни Родари, Самуил Маршак, Тамара Лисициан, Феликс Кривин
- Режиссёр-постановщик: Тамара Лисициан
- Оператор-постановщик: Дмитрий Коржихин
- Художник-постановщик: Евгений Галей
- Композитор: Владислав Казенин
- Звукооператор: Мира Лексаченко
- Государственный симфонический оркестр кинематографии СССР
  - Дирижёр: Марк Эрмлер
- Режиссёры: В. Панин, Ю. Приходько
- Оператор: Л. Андрианов
- Грим Н. Захарова, И. Киреевой
- Монтаж: Ольга Этенко
- Костюмы К. Ефимова, Евгения Галея, В. Година, М. Квятковской
- Ассистенты режиссёра: А. Петухова, Н. Владимирова
- Ассистент оператора: В. Фокин
- Комбинированные съёмки:
  - Операторы: У. Бергстрём, Борис Травкин
  - Художник: Ю. Чекмарёв
- Редактор: Валерий Карен
- Музыкальный редактор: Мина Бланк
- Текст песен Евгения Евтушенко, Феликса Кривина
- Танцы в постановке Ю. Взорова, Тамары Лисициан
- Цирковые аттракционы: Виль Головко
- Директор картины: Валерий Гандрабура

## Технические данные
- Творческое объединение «Время»
- Широкий экран
- Цвет: цветной
- 2339 метров
- Продолжительность: 85 минут
- Возраст: 6+ (зрителям, достигшим 6 лет)

## Производство
Поскольку Тамара Лисициан, работавшая некоторое время в Италии, была лично знакома с Джанни Родари, роль Сказочника в фильме исполнил сам автор.